# 이미미
이미미(1984년 ~)는 대한민국의 배우이다.

## 출연작

### 드라마
- 1998년 《남자 셋 여자 셋》
- 1998년 《육남매》 - 이숙희 역
- 2001년 단편극 EBS 《학교이야기》
- 2007년 《상하이 브라더스》 - 이숙희 역

### 영화
- 2002년 《오 해피데이》 - 미라 역
- 2003년 《올드보이》 - 치과 간호사 역
- 2004년 《쓰리, 몬스터》 - 경아 역
- 2005년 《여자, 정혜》 - 동료2
- 2006년 《잘살아보세》 - 김 요원 역